# ハインリヒ・レンツ
ハインリヒ・フリードリッヒ・エミール・レンツ（Heinrich Friedrich Emil Lenz, 1804年2月12日 - 1865年2月10日）は、1833年のレンツの法則で有名なバルト・ドイツ人の物理学者。ハインリッヒ・レンツとも表記される。

## 人物
ロシア帝国の都市であるドルパット（後のエストニア・タルトゥ）で生まれた。タルトゥ大学で物理学と化学を学んだ後、1823年から1826年に行われたオットー・フォン・コツェブーの第3回の世界一周調査に参加し、各地の海水の水質や物理的性質の研究を行った。帰国後ロシアのサンクトペテルブルク大学で働き、1840年から1863年まで数学と物理学の学部長となった。
1833年、「磁界の変化によってコイルに発生する起電力はコイルを貫く磁力線の変化に比例し、発生する電流の向きは磁力線の変化を妨げるような向きとなる」というレンツの法則を発見し、1842年にジュールの法則をジュールとは別に発見した。
1865年2月10日、レンツは教皇領（後のイタリア）ローマにて60歳で死去した。